# 蓝宝石号列车
蓝宝石号（德語：Saphir）是曾经运行于比利时港口奥斯滕德至德国鲁尔区工业城市多特蒙德间一班国际列车所使用的名称，由德国联邦铁路在1954年至1987年间经营。其命名源自蓝宝石的德文名称，藉此凸显比利时在宝石加工业的重要地位。列车自开行以来曾先后被纳入长途列车、全欧快车和城际列车等类别，直至1987年被欧城列车梅姆林号取代而停运。在1993年至1995年期间，蓝宝石号的名称也曾被用于德国境内开行的城际快车班次。

## 历史

### 长途列车
蓝宝石号最初是在1954年作为二战前运行于多特蒙德－奥斯滕德的普尔曼快车的继任者，由德国联邦铁路以长途列车（F）类别开行，并途经杜塞尔多夫、科隆、亚琛、列日及布鲁塞尔等地运行。其时刻表设置可以与奥斯滕德－多佛尔火车渡轮及多佛尔－伦敦的列车服务实现中转，从而在整体的运行图中允许乘客在上午10点离开伦敦（维多利亚车站），但比原先提前三个小时抵达莱茵-鲁尔城市群的目的地。
蓝宝石号使用德国联邦铁路VT08.5型柴联车担当本务。在运营初期，蓝宝石号在英文刊物中按英文使用习惯被称为，但到了1963年，在英文的《库克欧陆时刻表》（Cook's Continental Timetable）中便开始使用以德文命名的。

### 全欧快车
1957年6月2日，蓝宝石号成为首批被纳入全欧快车类别的列车之一，车次使用TEE74（东行）/75（西行）次。VT08.5型柴联车随即在同年7月15日被替换为专为全欧快车设计的VT11.5型柴联车。同时，列车可在科隆火车总站与另一班全欧快车莱茵-美因号实现中转，从而从而提供由布鲁塞尔经莱茵河谷至法兰克福的全欧快车接驳服务。
| 75次 | 75次  | 停靠站         | 74次  | 74次 |
| 里程 | 时刻  | 停靠站         | 时刻  | 里程 |
| ---- | ----- | -------------- | ----- | ---- |
| 0    | 08:15 | 多特蒙德       | 21:52 | 464  |
| 18   | 08:28 | 波鸿           | 21:37 | 446  |
| 34   | 08:43 | 埃森           | 21:24 | 430  |
| 54   | 08:59 | 杜伊斯堡       | 21:08 | 410  |
| 77   | 09:17 | 杜塞尔多夫     | 20:50 | 387  |
| 117  | 09:52 | 科隆           | 20:18 | 347  |
| 187  | 10:39 | 亚琛           | 19:31 | 277  |
| 203  | ↓     | 赫尔斯塔尔     | 19:16 | 261  |
| 217  | 11:09 | 韦尔维耶       | 19:04 | 247  |
| 242  | 11:34 | 列日           | 18:43 | 222  |
| 342  | 12:38 | 布鲁塞尔（北） | 17:29 | 122  |
| 348  | 12:46 | 布鲁塞尔（南） | 17:22 | 116  |
| 401  | 13:18 | 根特           | 16:50 | 63   |
| 441  | 13:43 | 布鲁日         | 16:26 | 23   |
| 464  | 13:59 | 奥斯滕德       | 16:10 | 0    |

蓝宝石号（红）在1958年的运行图。浅蓝色为巴黎-鲁尔号及帕西法尔号的运行图。

一年后，由于多特蒙德所在的鲁尔区内已有巴黎-鲁尔号及帕西法尔号两班全欧快车提供鲁尔区经比利时南部至巴黎的服务，为了避免重复运营，蓝宝石号在德国境内的始发及终到站遂由多特蒙德改至法兰克福，同时列车在法兰克福－科隆区间会与北行的莱茵-美因号连挂运行，而两班列车在南行方向则各自运行。
随着蓝宝石号在1959年5月31日的运行图调整中改为经由莱茵河右岸的线路运行，并在威斯巴登经停及换向，列车与莱茵-美因号的连挂运行被终止。1966年，由于蓝宝石号在奥斯滕德－布鲁塞尔区间的上座率不景气，其比利时境内的始发及终到站又改至布鲁塞尔，因此列车的线路亦变为布鲁塞尔－法兰克福间运行。1971年夏天，西欧各国对列车车次进行了统一全面调整，由布鲁塞尔东行的列车使用奇数车次，由法兰克福西行则使用偶数车次，因此蓝宝石号获得了编号为TEE21/20次的车次。

1971年的德国城际列车网络
（蓝）蓝宝石号
（浅红）城际列车1号线
（浅蓝）城际列车2号线
（浅绿）城际列车3号线
（浅黄）城际列车4号线

在1971年9月26日的运行图调整中，德国联邦铁路开始构建由四条线路组成的城际列车（IC）网络，蓝宝石号也被定位为该网络的组成部分，与其它全欧快车及城际列车共同被纳入发车间隔为每两小时一班的运营线路。列车在此时将西行的始发站改至纽伦堡，并将编组更换为由机车牵引的客车车厢，使用由德国联邦铁路提供的TEE/IC型车厢。而为了提高运营效率，其车厢会与运行于不同区间的德国国内列车班次轮番运用。
| 21次 | 21次  | 停靠站         | 20次  | 20次 |
| 里程 | 时刻  | 停靠站         | 时刻  | 里程 |
| ---- | ----- | -------------- | ----- | ---- |
| 0    | 18:07 | 布鲁塞尔（南） | 13:28 | 701  |
| 61   | 18:16 | 布鲁塞尔（北） | 13:20 | 640  |
| 106  | 19:19 | 列日           | 12:26 | 595  |
| 131  | 19:37 | 韦尔维耶       | 12:08 | 570  |
| 161  | 20:05 | 亚琛           | 11:46 | 540  |
| 231  | 20:55 | 科隆           | 10:53 | 470  |
| 264  | 21:22 | 波恩           | 10:32 | 437  |
| 324  | 21:58 | 科布伦茨       | 09:58 | 377  |
| 422  | ↓     | 威斯巴登       | 09:00 | 279  |
| 425  | 22:49 | 美因茨         | ↑     | 276  |
| 463  | 23:14 | 法兰克福       | 08:22 | 238  |
| －   | －    | 维尔茨堡       | 07:04 | 102  |
| －   | －    | 纽伦堡         | 06:06 | 0    |

蓝宝石在纽伦堡－科隆路段是作为城际列车2号线（慕尼黑－法兰克福－科隆－汉诺威）的组成部分。然而，城际列车2号线原本在法兰克福至科布伦茨区间是经由威斯巴登的莱茵河右岸运行，但蓝宝石号则是一个例外，它在东行沿莱茵河左岸运行，并经停美因茨；西行才经停右岸的威斯巴登，并连续在法兰克福火车总站及威斯巴登火车总站进行换向。此外，东行的蓝宝石号可在科隆火车总站与全欧快车莱茵-美因号（阿姆斯特丹 → 波恩）、运行于城际列车1号线的贵族号（Patrizier，汉堡 → 科隆）和运行于城际列车2号线的日耳曼尼亚号（Germania，汉诺威 → 科隆）实现中转。西行的蓝宝石号则可科隆火车总站与运行于城际列车1号线的施瓦本之箭号（Schwabenpfeil，斯图加特 → 汉堡）、运行于城际列车2号线的全欧快车钻石号（布鲁塞尔 → 汉诺威）实现中转。

### 城际列车
自1978年5月28日起，德国联邦铁路开始在蓝宝石号所行经的城际列车2号线区间中搭载二等车厢。其中法兰克福至布鲁塞尔路段的西行列车（TEE20次）仍享受全欧快车待遇，而纽伦堡至法兰克福路段搭载二等车厢的编组则获得相同的名称、但使用IC20次的车次编号。
1979年5月27日，蓝宝石号搭载二等车厢的运行区间被拓展至全路段，因已不再符合全欧快车的标准，它在德国境内被降级为城际列车类别。至1980年6月，列车在全路段都被定位为国际性质的城际列车类别，同时它在德国境内的始发/终到站回迁至西部，但设于科隆而非多特蒙德。1981年，列车的运行线路的西端重新由布鲁塞尔延长至奥斯滕德始发及终到，提供由奥斯滕德－布鲁塞尔－科隆的服务。自1984年6月3日起，比利时国家铁路在相同的区间构建城际列车B线，蓝宝石号在此被纳入发车间隔为每两小时1班的服务网络。

### 后续运营
1987年5月31日，随着欧城列车（EC）类别的全新面世，蓝宝石号被运行于相同区间的欧城列车梅姆林号取代而停运。
在1993年5月23日的运行图调整中，梅姆林号的服务区间被延长至奥斯滕德－多特蒙德间运行。此时每天共有4班全欧快车服务运营于布鲁塞尔－科隆间，梅姆林号便是其中之一。1997年12月14日，随着连接巴黎经布鲁塞尔至科隆之间的大力士高速列车开始投入运营，梅姆林号就此停运。
另一方面，蓝宝石号的名称在1993年至1995年间也被用于德国国内的城际快车（ICE）服务中，但其运行区间与全欧快车时期的蓝宝石号已不尽相同：
- 1992年5月31日–1993年5月22日：斯图加特－汉堡
- 1993年5月23日–1995年5月27日：卡尔斯鲁厄－汉堡

### 现况
自2002年以来，布鲁塞尔－法兰克福间开设有经由科隆-莱茵/美因高速铁路运行的直通城际快车服务。在2010年夏季的运行图中，每天共有3班城际快车往返于布鲁塞尔南站至法兰克福火车总站之间，其单程耗时约为3小时05分至3小时15分。同时每天也有6班大力士高速列车往返于巴黎－布鲁塞尔－科隆之间，其发车间隔约为每一小时或两小时1班。而由奥斯滕德始发前往德国，或由比利时始发前往鲁尔区的列车服务则已不复存在。

## 使用车辆

### 柴联车

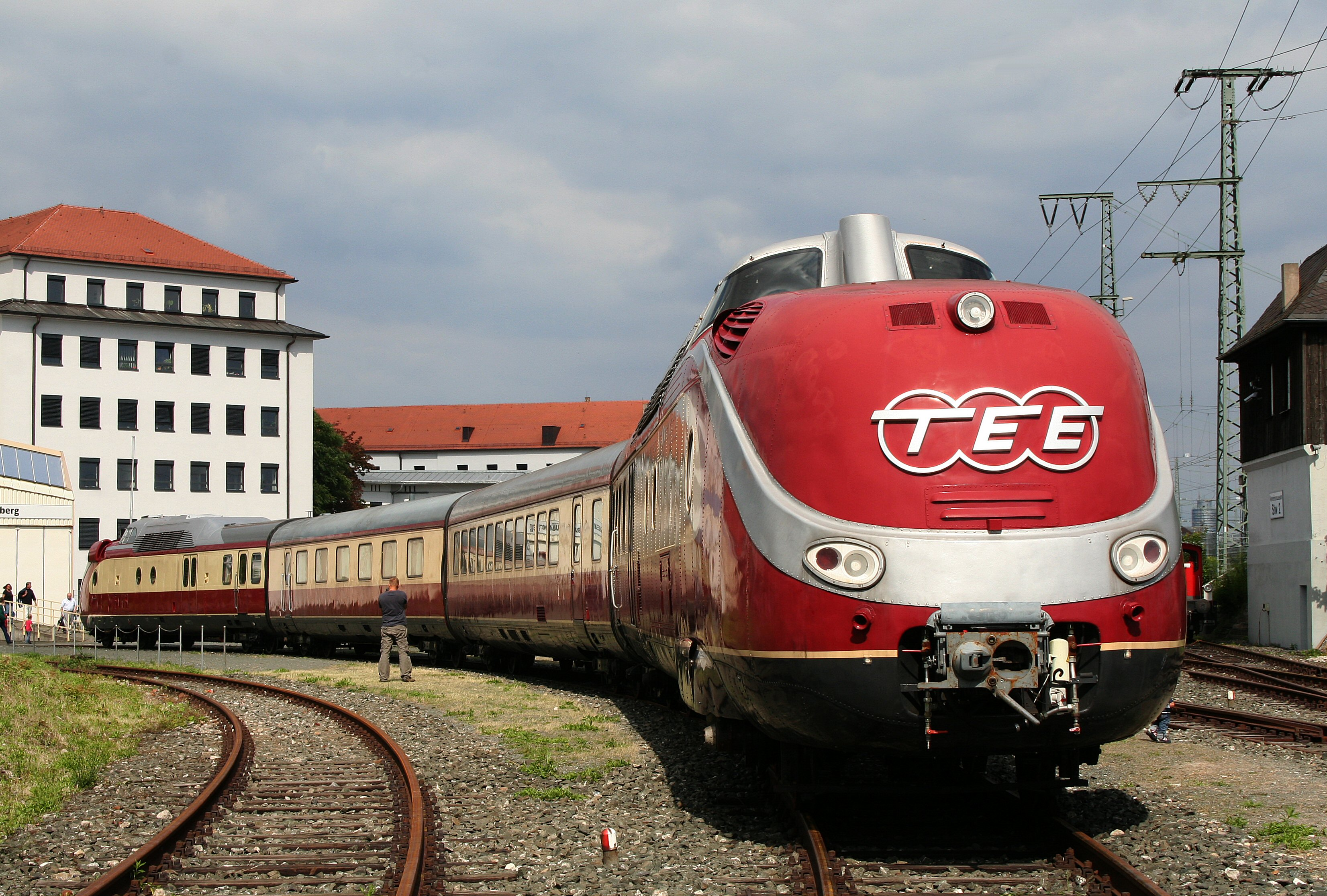
VT11.5型柴联车

在1954年的开行初期，蓝宝石号使用VT08.5型柴联车提供运营。在列车于1957年6月2日升级为全欧快车后，本应开始替换德国联邦铁路专为全欧快车设计的VT11.5型柴联车（1969年后改称为601型）。但因车辆交付延期，这项替换直至同年7月15日才完成。VT11.5型柴联车采取7节固定编组（头尾2节动力车及中部5节载客拖车）组成，其中载客拖车包括3节一等座车、1节一等座车/酒吧车合造车和1节餐车，每日在多特蒙德或法兰克福－布鲁塞尔或奥斯滕德间执行1个往返的任务。

### 客车车厢
1971年9月26日起，蓝宝石号开始改用由机车牵引的“TEE/IC型车厢”。这是德国联邦铁路在1962年专为长途列车莱茵的黄金号所设计及稍作改进的型号，因此也被称为“莱茵的黄金型车厢”（Rheingold-Wagen），它们均成为德国联邦铁路所担当的全欧快车或城际列车的车厢规范。
客车的标准编组由5节一等车厢构成，包括1节隔间座车、2节开放座车、1节隔间座车/酒吧车合造车和1节餐车。其编组与柴联车时代的客车编组相同，但容量有所增加，这是因为单节客车车厢的长度大于VT11.5型柴联车的单节拖车长度。这些客车车厢在当时会与其它全欧快车或城际列车班次执行一个复杂的套跑运用，例如在1971年的冬季运行图中，它们会在下列班次间执行为期3天的套跑运用：
| 日数  | 列车         | 区间                | 线路          |
| ----- | ------------ | ------------------- | ------------- |
| 第1日 | 蓝宝石号     | 纽伦堡 → 布鲁塞尔   |               |
| 第1日 | 蓝宝石号     | 布鲁塞尔 → 法兰克福 |               |
| 第2日 | 梅里安号     | 法兰克福 → 巴塞尔   | 城际列车3号线 |
| 第2日 | 奥托·哈恩号  | 巴塞尔 → 汉堡       | 城际列车3号线 |
| 第3日 | 大多姆贝格号 | 汉堡 → 科隆         | 城际列车1号线 |
| 第3日 | 鹰号         | 科隆 → 纽伦堡       | 城际列车2号线 |

至1972年5月23日，隔间座车/酒吧车合造车已从编组中摘除，列车编组减为4节。此时它主要与另两班全欧快车范·贝多芬号及伦勃朗号执行一个为期5天的套跑运用。1974年，列车编组中的餐车又被隔间座车/酒吧车合造车所取代。
自1978年起，德国联邦铁路开始在列车运行的纽伦堡－法兰克福区间加载二等车厢，1979年后又将加载二等车厢的区间拓展至全路段。在1982年的冬季运行图中，蓝宝石号的标准编组由7节车厢构成，当中包括2节一等车厢、4节二等车厢及1节餐车。
1987年，在列车转变为欧城列车类别并更名为梅姆林号后，开始使用由比利时国家铁路提供的客车车厢。在1993年的运行图中，梅姆林号的标准编组由7节车厢构成，当中包括2节一等车厢、4节二等车厢及1节二等车/自助餐车合造车。

### 牵引机车

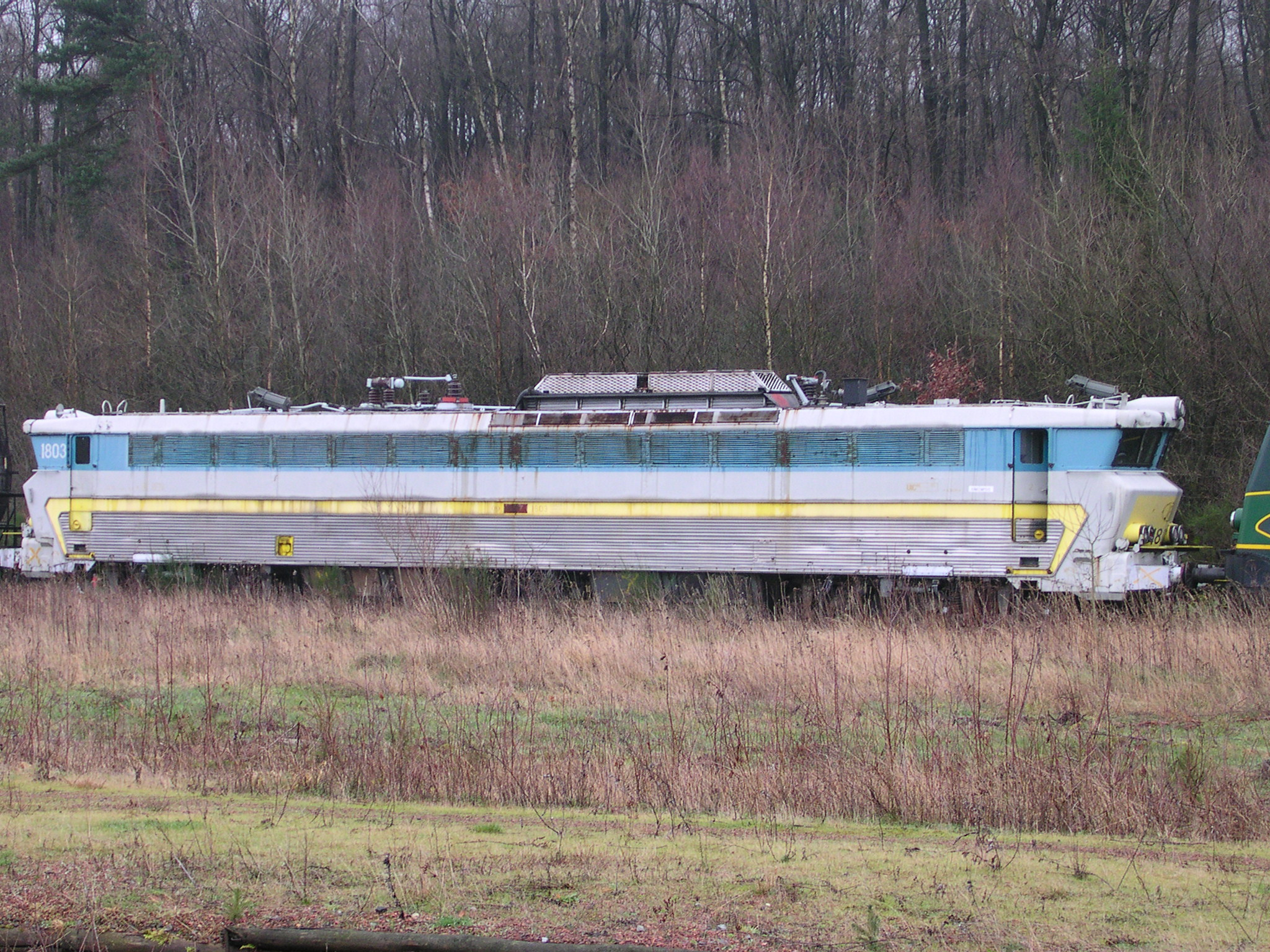
比利时国家铁路18型电力机车

自1971年以来，蓝宝石号在原则上以科隆为界、分别由德国联邦铁路及比利时国家铁路的电力机车担当牵引任务。其中比利时国家铁路最初使用15型电力机车、1973年后改用18型电力机车或16型电力机车作为主要的牵引机车。他们均为可适应3000伏直流电（比利时）和15千伏16⅔赫兹交流电（德国）的双电压制式机车，可以直接通过两国边境的亚琛火车总站而无需换挂。然而列车有时也会在比利时境内的部分路段使用直流电专用的23型电力机车。
列车在科隆以东的德国境内路段则主要使用103型电力机车担当本务。

## 脚註
1. ↑  UIC 1972，第20頁.
2. ↑  Goette 2008，第87頁.
3. ↑  Cook 1954，第8頁.
4. ↑  Scharf & Ernst 1983，第187頁.
5. ↑  Cook 1963，第59頁.
6. 1 2 3  Mertens & Malaspina 2007，第188頁.
7. 1 2  Mertens & Malaspina 2007，第189-191頁.
8. ↑  Scharf & Ernst 1983，第347-348頁.
9. 1 2 3 4 5 6  Mertens & Malaspina 2007，第191-192頁.
10. ↑  Mertens & Malaspina 2007，第186頁.
11. ↑  Scharf & Ernst 1983，第421頁.
12. ↑  Scharf & Ernst 1983，第451頁.
13. ↑  Malaspina 2006，第16-19頁.
14. ↑  Cook 1980，第96-97頁.
15. ↑  Scharf & Ernst 1983，第804頁.
16. ↑  Malaspina 2006，第28頁.
17. ↑  Cook 1987，第51頁.
18. ↑  Cook 1993，第3頁.
19. 1 2 3 4  Malaspina 2005，第102-103頁.
20. ↑  Cook 2002，第3頁.
21. ↑  Cook 2010，第21頁.
22. ↑  Scharf & Ernst 1983，第874頁.
23. ↑  Mertens & Malaspina 2007，第54-59頁.
24. ↑  Scharf & Ernst 1983，第312頁.
25. ↑  Mertens & Malaspina 2007，第193頁.
26. ↑  Scharf & Ernst 1983，第385頁.
27. ↑  Malaspina 2006，第32頁.
28. ↑  Malaspina 2006，第44頁.
29. 1 2 3  Mertens & Malaspina 2007，第84-85頁.